# Марла Гіббс
Марла Гіббс (англ. Marla Gibbs, справжнє ім'я Маргарет Тереза Бредлі (англ. Margaret Theresa Bradley); нар.. 14 червня 1931, Чикаго, США) — американська актриса, співачка, сценарист і телевізійний продюсер, п'ятиразовий номінант на премію «Еммі». Гіббс відома завдяки ролям у тривалих афро-сіткомах «Джефферсони» (1975—1985) і «227» (1985—1990).

## Життєпис та кар'єра
Маргарет Тереза Бредлі народилася 1931 року в Чикаго, штат Іллінойс і на початку кар'єри працювала в театрі, а також співала на сцені в джазових клубах. Кар'єру на екрані Марла Гіббс почала лише в сімдесятих, вже після свого сорокаріччя, коли розлучилася з чоловіком від якого у неї троє дітей.
Взявши псевдонім Марла Гіббс, вона почала грати невеликі ролі у фільмах, а в 1975 році отримала роль Флоренс Джонстон, гострою на мову покоївки головних героїв у сіткомі каналу NBC «Джефферсони». Хоча спочатку Гіббс повинна була з'явитися лише в кількох епізодах шоу, незабаром вона була підвищена до основного складу і зіграла в усіх одинадцяти сезонах. Ця роль принесла їй п'ять номінацій на премію «Еммі» за найкращу жіночу роль другого плану в комедійному телесеріалі й одну на «Золотий глобус» за найкращу жіночу роль другого плану — міні-серіал, серіал або телефільм, а також кілька інших нагород.
У 1985 році, відразу після завершення шоу «Джефферсони», Марла Гіббс була запрошена на головну роль у ситкомі NBC «227», до якого написала сценарій і виступила співпродюсером. Шоу, в якому майже всі актори були афроамериканцями, виявилося дуже успішним в рейтингах і проіснувало п'ять сезонів, аж до 1990 року, а в наступні десятиліття виходило в повторах на ряді каналів. У наступні роки вона працювала менш активно, іноді граючи ролі матерів або бабусь у кінофільмах, а на телебаченні, головним чином, була помітна завдяки гостьовим ролями в серіалах «Дотик ангела», «Справедлива Емі», «Швидка допомога», «Південна територія» і «Мертва справа». У 2015 році вона з'явилася з камео-роллю в серіалі Шонди Раймс «Скандал».
З 1981 по 1999 рік Гіббс належав названий на її честь джазовий клуб на півдні Лос-Анджелеса.

## Вибрана фільмографія
| Рік        |    | Українська назва                  | Оригінальна назва               | Роль             |
| ---------- | -- | --------------------------------- | ------------------------------- | ---------------- |
| 1993       | с  | Інший світ                        | A Different World               | директриса Шоу   |
| 1996       | с  | Принц із Беверлі-Гіллз            | The Fresh Prince of Bel-Air     | Флоренс Джонстон |
| 1997—1998  | мс | 101 далматинець                   | 101 Dalmatians: The Series      | герцогиня        |
| 1999       | ф  | Дурний                            | Foolish                         | Одетта           |
| 1999       | ф  | Щаслива пропажа                   | Lost & Found                    | Енід             |
| 1999       | с  | Затока Доусона                    | Dawson’s Creek                  | місіс Френ Бойд  |
| 2001       | с  | Справедлива Емі                   | Judging Amy                     | Зелла Ван Ексель |
| 2005       | с  | Швидка допомога                   | ER                              | Шеріз Барнс      |
| 2005       | с  | Мертва справа                     | Cold Case                       | Джорджі          |
| 2012       | с  | Південна територія                | Southland                       | міс Міллер       |
| 2015       | с  | Скандал                           | Scandal                         | Роуз             |
| 2015       | с  | Кралі в Клівленді                 | Hot in Cleveland                | Марша            |
| 2015       | с  | Американська історія жаху: Готель | American Horror Story: Hotel    | Кессі Рояль      |
| 2016       | с  | Дитяча лікарня                    | Childrens Hospital              | Флоссі           |
| 2017       | с  | Це — ми                           | This Is Us                      | Тереза           |
| 2017—2018  | с  | Темніють                          | Black-ish                       | Мейбл            |
| 2018       | с  | Грізна сімейка                    | The Thundermans                 | люба Гам Гам     |
| 2018       | с  | Станція 19                        | Station 19                      | Едіт             |
| 2018       | с  | NCIS: Полювання на вбивць         | NCIS                            | Розі Браун       |
| 2019       | ф  | Ель Каміно                        | El Camino: A Breaking Bad Movie | Джин             |
| 2019       | с  | Благослови цей безлад             | Bless This Mess                 | Белль            |
| 2021       | с  | Юний Шелдон                       | Young Sheldon                   | Доріс            |
| 2021—т. ч. | с  | Дні нашого життя                  | Days of Our Lives               | Олівія Прайс     |
| 2022       | с  | Анатомія пристрасті               | Grey's Anatomy                  | Джойс Ворд       |
| 2023       | с  | Всесвітня історія, частина 2      | History of the World, Part II   | Рубі Сіл         |
| 2024       | с  | Ще не мертва                      | Not Dead Yet                    | Нана Шугар       |